# Пятигорье (платформа)
Пятиго́рье (бел. Пяцігор’е) — пассажирский железнодорожный остановочный пункт Минского отделения Белорусской железной дороги на линии Минск — Барановичи между остановочными пунктами Бережа и Станьково. Остановочный пункт расположен рядом с дорогой Р1 (Минск — Дзержинск), в 2,5 километрах южнее от остановочного пункта находится деревня Крысово и трасса М1E 30.

## История
В 1975 году линия, на которой был впоследствии возведён остановочный пункт был электрифицирован переменным током (~25 кВ) в составе участка Минск — Столбцы. Остановочный пункт был построен и введён в эксплуатацию в 2002 году на между на перегоне Фаниполь — Койданово, и получил название по филиалу «Агрокомбината Дзержинский» и расположенных рядом садоводческих товариществ. Железная дорога появилась здесь ещё в 1871 году.
В 2019—2020 году на остановочном пункте были проведены работы по капитальному ремонту и модернизации, для дальнейшей организации перевозок пассажиров поездами городских линий между городом Минском и городом-спутником Дзержинском. На платформе асфальтное покрытие было заменено на тротуарную плитку, отремонтирован пассажирский павильон, заменены опоры и светильники, обустроены автомобильные площадки.

## Устройство
Остановочный пункт являет собой две низкие боковые прямые платформы, длиной по 260 метров. Пересечение железнодорожных путей осуществляется тремя наземными пешеходными переходами. На платформе, находящийся на стороне пути в направлении Минска, расположена билетная касса и пассажирский павильон. Обе платформы ограждены от остальной местности забором.

## Пассажирское сообщение
На платформах остановочного пункта ежедневно останавливаются семь пар электропоездов региональных линий экономкласса (пригородных электричек) до станции Барановичи-Полесские и столько же до станции Столбцы. Один утренний поезд проезжает платформу транзитом, без остановки. Время в пути до Минска составляет — 46 минут, до Столбцов — 1 час, до Барановичей — 2 часа 25 минут.
Платформа обслуживает в основном дачников садоводческих товариществ «Бережа», «Василёк», «Надежда-ИНВ», «Пятигорье» (1—6), из-за чего пассажиропоток является более сезонным и в зимнее время некоторые остановки электропоездов сокращаются в зимнее время. Ближайшие населённые пункты Крысово, Моровщина, Невеличи и Петковичи расположены на расстоянии в 1,5—2-х километрах от железнодорожной платформы.